# رزاق إبراهيم حسن
رزّاق إبراهيم حسن (1946 - 31 مايو 2020) صحفي وشاعر عراقي. ولد في النجف. لم يكمل دراسته لأسباب ماديّة، لكنّه درس على نفسه، وثقّف ذاته. عمل في الصحافة فكان رئيس قسم وأمينًا للتحرير، ونائب رئيس تحرير في وعي العمال. نشر شعره في عدد من الصحف والمجلات العراقية والعربية. من دواوينه الشعرية أسرار قراءة الطريق 1973 وفي مطلع كل صباح 2011 و أنا أحد غيري 2014 وله مؤلفات عديدة في العمالة. توفي في إسطنبول بعد إصابته بفيروس كورونا عن عمر يناهز 73 عاما.

## سيرته
ولد عبد الرزّاق إبراهيم حسن في النجف سنة 1946 م/ 1365 هـ. لم يكمل دراسته لأسباب مادية، ونشأ عصامياً وشق طريقه في الحياة عاملاً في معامل الطابوق، يعمل في النهار ويدرس في الليل، وجدّ في المطالعة والكتابة، وكثر التردد على المكتبات العامة، حريصًا على مواصلة تثقيف نفسه ذاتياً. 

ثم عمل محرراً في مجلة وعي العمال 1974 ثم شغل مناصب رئيس قسم، وسكرتير تحرير، ونائب رئيس تحرير، وكان له برنامج إذاعي. زار الكثير من البلدان العربية والأوروبية وأستراليا وبلدان الشرق الأقصى لأغراض صحفية وحضور ندوات. نشر الكثير من قصائده ودراساته ومقالاته في المجلات والصحف العراقية والعربية.

عمل مشرفًا على ملحق ألف ياء في جريدة الزمان التي تصدر في لندن بعدة طبعات منها طبعة العراق. وكان عضوًا في الاتحاد الأدباء العراقيين.

انتشر خبر وفاته على أساس معلومات خاطئة في 9 يوليو 2018 وسرعان ما ردت ابنته إيناس على ذلك، ونفت الخبر. وأخيرًا توفي بعد صراع مع المرض وإصابته بفيروس كورونا عن عمر يناهز 73 عاما في إسطنبول، يوم 9 شوال 1441 / 31 مايو 2020.

## شعره
صرّح حمدي العطار أن رزاق إبراهيم «يملك إسلوبه الخاص في النثر يولج إلى عمق الوجدان للقارئ مع رؤية متميزة في النقد، وفي الشعر كان مؤثرا وشفافا ينفذ إلى القلب بسهولة.» بدأ كتابة الشعر وهو فتى، باللهجة العامية، ثم انتقل إلى الفصحى، ونشر أول قصيدة له عام 1963 في مجلة المعارف النجفية. 

ووصف بأنه «خلق شاعراً قبل أيّة صفة أخرى».

## مؤلفاته
- أسرار قراءة الطريق، شعر، 1973.
- تاريخ الطبقة العاملة في العراق، 1975.
- الصحافة العمالية في العراق، 1979
- الشحصية العمالية في القصة العراقية، 1984
- النقابات العمالية
- العمال العرب في الأرض المحتلة
- النقابة والإنتاج
- المدينة في القصة العراقية
- عبد الوهاب الغريري أديباً
- مقاهي بغداد الأدبية
- نصوص ودراسات
- رؤية لشارع المتنبي
- في مطلع كل صباح، شعر، 2011
- أنا أحد غيري، شعر، 2014
- أيام ووقائع في العاصمة الهندية

وله مجموعات شعرية مخطوطة.

## وصلات خارجية
- في أرشيف المجلات